# Wasilij Szorin
Wasilij Iwanowicz Szorin, ros. Василий Иванович Шорин (ur. 26 grudnia 1870?/7 stycznia 1871 w Kalazinie, zm. 29 czerwca 1938 w Leningradzie) – rosyjski i radziecki wojskowy, uczestnik wojny rosyjsko-japońskiej, I wojny światowej oraz wojny domowej w Rosji, ofiara stalinowskich czystek w Armii Czerwonej.

## Życiorys
Ukończył szkołę junkrów w Kazaniu w 1892, następnie szkołę oficerską. Był dowódcą kompanii podczas wojny rosyjsko-japońskiej, podczas I wojny światowej dowodził batalionem, następnie pułkiem, dosłużył się stopnia pułkownika. Po rewolucji październikowej poparł bolszewików. Żołnierze wybrali go na dowódcę dywizji, włączonej w skład tworzonej Armii Czerwonej. Od września 1918 r. Szorin dowodził 2 Armią Frontu Wschodniego, w której tworzeniu brał osobisty udział. 2 Armia pod jego dowództwem brała jeszcze w tym samym miesiącu udział w tłumieniu powstania iżewsko-wotkińskiego, w grudniu 1918 r. bez powodzenia starała się opóźnić marsz sił adm. Aleksandra Kołczaka na Kungur i Perm. Następnie w marcu-kwietniu 1919 r. Szorin na czele 2 Armii ponownie brał udział w walkach z Armią Rosyjską Kołczaka, powstrzymując jej ofensywę w kierunku zachodnim.  
W maju-czerwcu 1919 r. na czele Grupy Północnej Frontu Wschodniego (2 i 3 Armia) odbił z rąk białych Perm, a następnie Jekaterynburg. W sierpniu 1919 r. mianowany dowódcą specjalnej grupy uderzeniowej i otrzymał rozkaz odbicia Carycyna, który – po wcześniejszej kilkumiesięcznej obronie – został zdobyty przez białych pod dowództwem Piotra Wrangla w czerwcu tego samego roku.   
Na czele swoich 50-tysięcznych sił, jednych z najlepszych w całej Armii Czerwonej, rozpoczął 14 sierpnia marsz w kierunku Carycyna, zmuszając Wrangla do zarzucenia marszu na północ w ramach ofensywy moskiewskiej Sił Zbrojnych Południa Rosji i opuszczenia Kamyszyna. Wrangel wycofał się na przedmieścia Carycyna, gdzie skutecznie bronił się przed siłami Szorina, zadając im poważne straty. Po sześciu tygodniach walk były zdolne jedynie do pasywnej obrony. Zamiary przegrupowania i kontynuowania marszu na Carycyn ostatecznie udaremnił Szorinowi nieoczekiwany rajd kawalerii Konstantina Mamontowa na tyły Armii Czerwonej.  
27 września 1919 r. grupa Szorina została przekształcona we Front Południowo-Wschodni (9 i 10 Armia), on sam zachował jego dowództwo. W październiku Armia Czerwona przystąpiła do nowej kontrofensywy, której celem było powstrzymanie marszu wojsk Denikina na Moskwę. W końcu października Szorin polecił dowódcy 1 Armii Konnej Siemionowi Budionnemu przemieszczenie się w kierunku południowo-zachodnim. Budionny zignorował te dyspozycje, gdyż pragnął bezpośrednio zmierzyć się ze słynnymi dowódcami kawalerii białych - Mamontowem oraz Andriejem Szkuro. 1 Armia Konna odniosła w starciu wielkie zwycięstwo i 24 października 1919 r. zajęła Woroneż. Ta klęska Sił Zbrojnych Południa Rosji, w zestawieniu z utratą Orła kilka dni wcześniej, a następnie z kolejną klęską w bitwie o węzeł kolejowy Kastornoje, oznaczała nie tylko załamanie się ofensywy moskiewskiej białych, ale i oznaczała trwałe przejście inicjatywy w konflikcie na rzecz czerwonych. Na początku stycznia 1920 r. jednostki Frontu Południowo-Wschodniego wzięły udział w zdobyciu Rostowa nad Donem i Nowoczerkaska. Mimo to w końcu stycznia 1920 r. Szorin został pozbawiony dowództwa frontu, oficjalnie z powodu tego, iż zadanie odzyskania Carycyna jednostki Armii Czerwonej wykonały dopiero w pierwszych dniach 1920 r., a także z powodu ciężkich strat poniesiony podczas przekraczania Donu. O jego odejściu przesądził fakt, iż był skłócony z wpływowym Budionnym. 
W styczniu 1920 r. Wasilij Szorin został dowódcą Frontu Kaukaskiego, a następnie asystentem dowódcy Sił Zbrojnych RFSRR na Syberii. Dowodził tłumieniem powstań chłopskich na Syberii. Brał udział w rozbiciu wojsk Romana von Ungerna-Sternberga. W styczniu 1922 r. postawiony na czele Frontu Turkiestańskiego, dowodził Armią Czerwoną w walce z basmaczami. Latem 1922 r. wspólnie z Nikołajem Kakurinem w serii bitew rozbił siły Enwera Paszy.
W latach 1923–1925 był zastępcą dowódcy Leningradzkiego Okręgu Wojskowego. W 1925 r. odszedł do rezerwy, pracował w leningradzkim oddziale Towarzystwa Współdziałania w sprawach Obrony i Budownictwa Lotniczo-Chemicznego (Osoawiachim) jako przewodniczący komitetu wojskowo-naukowego leningradzkiej rady obwodowej Osoawiachimu. W okresie wielkiego terroru 24 lutego 1938 aresztowany przez NKWD. 27 czerwca 1938 przewieziony w związku ze stanem zdrowia do szpitala więziennego GUGB, gdzie zmarł w dwa dni później o godzinie 3.45 nad ranem, według oficjalnego świadectwa zgonu z powodu ustania akcji serca w związku z miażdżycą serca. Pochowany potajemnie na Cmentarzu Bogosłowskim.
Po 1956 rehabilitowany.
Podczas wojny domowej odznaczony Orderem Czerwonego Sztandaru, honorową bronią, orderami Republik Bucharskiej i Chorezmijskiej.